# Eurema hiurai
Eurema hiurai is een vlindersoort uit de familie van de Pieridae (witjes), onderfamilie Coliadinae.
Eurema hiurai werd in 1977 beschreven door Shirôzu & Yata.